# Monhystera uniformis
Monhystera uniformis är en rundmaskart som beskrevs av Nathan Augustus Cobb 1914. Monhystera uniformis ingår i släktet Monhystera och familjen Monhysteridae. Inga underarter finns listade i Catalogue of Life.